# Mendlingpass
Der Mendlingpass ist ein 680 m ü. A. hoher Pass in den Ybbstaler Alpen in Niederösterreich. Er ist die tiefste Einschartung zwischen Königsberg und dem Hochkar und bildet die Wasserscheide zwischen Enns und Ybbs. Der Mendlingpass verbindet die Orte Palfau und Göstling an der Ybbs. Er war Teil der niederösterreichischen Eisenstraße. Heute ist der Übergang durch die Erlauftal Straße (B 25) ausgebaut. Im Bereich der Passhöhe befindet sich der zur Gemeinde Göstling gehörende Ort Lassing. Knapp unterhalb des Scheitelpunktes besteht eine Abzweigung in die Promau, von der man nach Hollenstein an der Ybbs gelangt.